# توپوی ششم
 توپوی ششم (نام کامل: ʻAhoʻeitu ʻUnuakiʻotonga Tukuʻaho Tupou VI; زاده ۱۹۵۹) پادشاه تونگا است. او دارای سه فرزند و یک نوه است. او در کالج نیروی دریایی جنگ در آمریکا تحصیل کرده است.
وی پس از مرگ برادرش جورج توپو پنجم در سال ۲۰۱۲ به سلطنت رسید.

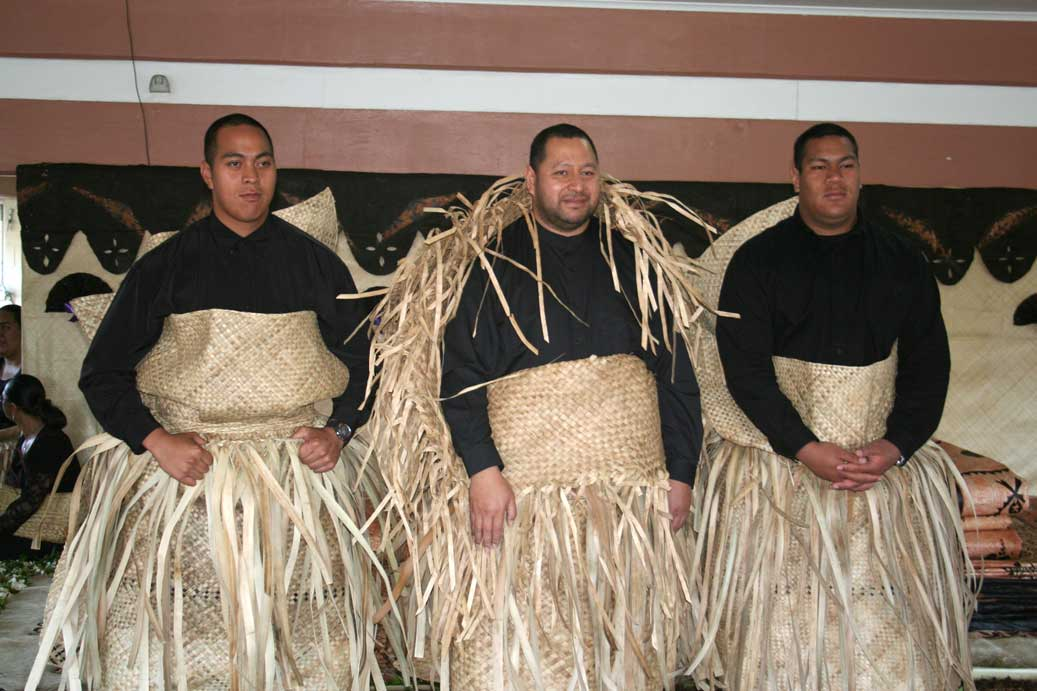